# Uruguay en la Copa Mundial de Fútbol de 1986
La selección de Uruguay fue una de las 24 participantes de la Copa Mundial de Fútbol de 1986, realizada en México.

## Clasificación

### Grupo 2
| Equipo  | Pts | PJ | PG | PE | PP | GF | GC |
| ------- | --- | -- | -- | -- | -- | -- | -- |
| Uruguay | 6   | 4  | 3  | 0  | 1  | 6  | 4  |
| Chile   | 5   | 4  | 2  | 1  | 1  | 10 | 5  |
| Ecuador | 1   | 4  | 0  | 1  | 3  | 4  | 11 |

| Fecha               | Lugar      |         |  | Resultado |  |         |
| ------------------- | ---------- | ------- |  | --------- |  | ------- |
| 10 de marzo de 1985 | Montevideo | Uruguay |  | 2:1       |  | Ecuador |
| 24 de marzo de 1985 | Santiago   | Chile   |  | 2:0       |  | Uruguay |
| 31 de marzo de 1985 | Quito      | Ecuador |  | 0:2       |  | Uruguay |
| 7 de abril de 1985  | Montevideo | Uruguay |  | 2:1       |  | Chile   |

## Amistosos previos
Luego de la clasificación y previo a la Copa Mundial, la selección uruguaya disputó un total de 13 partidos amistosos. Ganó 3 encuentros, empató 4 y perdió los 6 restantes.
| Fecha                 | Lugar                       |                |                           | Resultado |                    |         |
| --------------------- | --------------------------- | -------------- | ------------------------- | --------- | ------------------ | ------- |
| 23 de abril de 1985   | Lima, Perú                  | Perú           | Bandera de Perú           | 2:1       | Bandera de Uruguay | Uruguay |
| 28 de abril de 1985   | Bogotá, Colombia            | Colombia       | Bandera de Colombia       | 2:1       | Bandera de Uruguay | Uruguay |
| 2 de mayo de 1985     | Recife, Brasil              | Brasil         | Bandera de Brasil         | 2:0       | Bandera de Uruguay | Uruguay |
| 26 de mayo de 1985    | Tokio, Japón                | Japón          | Bandera de Japón          | 1:4       | Bandera de Uruguay | Uruguay |
| 1 de junio de 1985    | Osaka, Japón                | Malasia        | Bandera de Malasia        | 0:6       | Bandera de Uruguay | Uruguay |
| 21 de agosto de 1985  | París, Francia              | Francia        | Bandera de Francia        | 2:0       | Bandera de Uruguay | Uruguay |
| 17 de octubre de 1985 | Santiago, Chile             | Chile          | Bandera de Chile          | 1:0       | Bandera de Uruguay | Uruguay |
| 2 de febrero de 1986  | Miami, Estados Unidos       | Canadá         | Bandera de Canadá         | 1:3       | Bandera de Uruguay | Uruguay |
| 7 de febrero de 1986  | Miami, Estados Unidos       | Estados Unidos | Bandera de Estados Unidos | 1:1       | Bandera de Uruguay | Uruguay |
| 16 de febrero de 1986 | Montevideo, Uruguay         | Uruguay        | Bandera de Uruguay        | 2:2       | Bandera de Polonia | Polonia |
| 13 de abril de 1986   | Los Ángeles, Estados Unidos | México         | Bandera de México         | 1:0       | Bandera de Uruguay | Uruguay |
| 21 de abril de 1986   | Wrexham, Gales              | Gales          | Bandera de Gales          | 0:0       | Bandera de Uruguay | Uruguay |
| 23 de abril de 1986   | Dublín, Irlanda             | Irlanda        | Bandera de Irlanda        | 1:1       | Bandera de Uruguay | Uruguay |

## Participación

### Plantel
Datos corresponden a situación previo al inicio del torneo.
| #  | Nombre            | Posición       | Edad | PJ Sel | Club                 |
| -- | ----------------- | -------------- | ---- | ------ | -------------------- |
| 1  | Rodolfo Rodríguez | Guardameta     | 30   |        | Santos               |
| 2  | Nelson Gutiérrez  | Defensa        | 24   |        | River Plate          |
| 3  | Eduardo Acevedo   | Defensa        | 26   |        | Defensor             |
| 4  | Víctor Diogo      | Defensa        | 28   |        | Palmeiras            |
| 5  | Miguel Bossio     | Centrocampista | 26   |        | Peñarol              |
| 6  | José Batista      | Defensa        | 24   |        | Deportivo Español    |
| 7  | Antonio Alzamendi | Delantero      | 29   |        | River Plate          |
| 8  | Jorge Barrios     | Centrocampista | 25   |        | Olympiakos           |
| 9  | Jorge da Silva    | Delantero      | 24   |        | Atlético Madrid      |
| 10 | Enzo Francescoli  | Delantero      | 24   |        | River Plate          |
| 11 | Sergio Santín     | Centrocampista | 29   |        | Atlético Nacional    |
| 12 | Fernando Álvez    | Guardameta     | 26   |        | Peñarol              |
| 13 | César Vega        | Defensa        | 26   |        | Danubio              |
| 14 | Darío Pereyra     | Defensa        | 29   |        | São Paulo            |
| 15 | Eliseo Rivero     | Defensa        | 28   |        | Peñarol              |
| 16 | Mario Saralegui   | Centrocampista | 27   |        | Elche                |
| 17 | José Luis Zalazar | Centrocampista | 22   |        | Peñarol              |
| 18 | Rubén Paz         | Centrocampista | 26   |        | Internacional        |
| 19 | Venancio Ramos    | Delantero      | 26   |        | Lens                 |
| 20 | Carlos Aguilera   | Delantero      | 21   |        | Nacional             |
| 21 | Wilmar Cabrera    | Delantero      | 26   |        | Niza                 |
| 22 | Celso Otero       | Guardameta     | 28   |        | Montevideo Wanderers |
| DT | Omar Borrás       |                |      |        |                      |

### Primera fase

#### Grupo E
| Equipo           | Pts | PJ | PG | PE | PP | GF | GC |
| ---------------- | --- | -- | -- | -- | -- | -- | -- |
| Dinamarca        | 6   | 3  | 3  | 0  | 0  | 9  | 1  |
| Alemania Federal | 3   | 3  | 1  | 1  | 1  | 3  | 4  |
| Uruguay          | 2   | 3  | 0  | 2  | 1  | 2  | 7  |
| Escocia          | 1   | 3  | 0  | 1  | 2  | 1  | 3  |

| 4 de junio de 1986 | Uruguay      | 1:1 (1:0) | Alemania Federal | Estadio La Corregidora, Querétaro                                             |                                                                               |
|                    | Alzamendi 4' | Reporte   | Allofs 84'       | Asistencia: 30.500 espectadores Árbitro(s): Vojtech Christov (Checoslovaquia) | Asistencia: 30.500 espectadores Árbitro(s): Vojtech Christov (Checoslovaquia) |

| 8 de junio de 1986 | Dinamarca                                                | 6:1 (2:1) | Uruguay                | Estadio Neza 86, Ciudad Nezahualcóyotl                                       |                                                                              |
|                    | Elkjær 11' 67' 80' · Lerby 41' · Laudrup 52' · Olsen 88' | Reporte   | Francescoli 45' (pen.) | Asistencia: 26.500 espectadores Árbitro(s): Antonio Márquez Ramírez (México) | Asistencia: 26.500 espectadores Árbitro(s): Antonio Márquez Ramírez (México) |

| 13 de junio de 1986 | Escocia | 0:0     | Uruguay | Estadio Neza 86, Ciudad Nezahualcóyotl                             |                                                                    |
|                     |         | Reporte |         | Asistencia: 20.000 espectadores Árbitro(s): Joël Quiniou (Francia) | Asistencia: 20.000 espectadores Árbitro(s): Joël Quiniou (Francia) |

### Octavos de final
En esta edición se implementó, después de mucho tiempo, la eliminación directa a partir de los octavos de final. En esta instancia crucial y con la frase "acá empieza el verdadero Mundial", donde uno continuaba en la competencia y el otro regresaba a casa, la selección charrúa de Omar Borrás se enfrentó nada menos que con Argentina en un nuevo Clásico Rioplatense. Cincuenta y seis años después se encontraron nuevamente en un Mundial, desde la mítica final de 1930, cuando los uruguayos ganaron 4 a 2 en el Estadio Centenario de Montevideo. El fútbol era distinto, pero con la misma exigencia. Si bien la celeste venía de padecer un contundente 1-6 frente a Dinamarca, o que había arribado con apenas dos empates en su grupo, el clásico era el clásico, y sobre todo en un Mundial.
En un encuentro cerrado y enredado, en el Estadio Cuauhtémoc de Puebla, el juego transcurrió con mejor juego pero sin llegada de Argentina, y con la especulación de los uruguayos. Con gran tarea de Diego Maradona, los de Bilardo fueron un poco más en un partido de trámite lento y aletargado. Finalmente la albiceleste se impuso por 1-0 a Uruguay con gol de Pedro Pasculli.
| 16 de junio de 1986, 16:00 | Argentina    | 1:0     | Uruguay | Estadio Cuauhtémoc, Puebla                                         |                                                                    |
|                            | Pasculli 42' | Reporte |         | Asistencia: 26.000 espectadores Árbitro(s): Luigi Agnolin (Italia) | Asistencia: 26.000 espectadores Árbitro(s): Luigi Agnolin (Italia) |